# Населення Бендер
Населення міста Бендери характеризувалася і характеризується значною строкатістю етно-мовного складу. У часи раннього Середньовіччя в районі оселилися слов'яни-тиверці, які поступово були витеснені кочовими тюркськими племенами - татарами, половцями, печенігам, які взяли іслам вже за часів Османської імперії в 16 столітті. Значне молдовське населення з'явилося в регіоні близько XIII століття, в період після занепаду слов'янської культури та до встановлення влади османів. Російське, а також українське, польське і болгарське населення в місті з'явилося в ході освоєння цих слабкозаселених земель у XIX столітті при заохоченні адміністрації Російської імперії. При цьому в новий час Бендери історично відрізнялося переважанням російського і, ширше, російськомовного населення, залученого промисловим потенціалом розвитку міста в радянську епоху. Татарське і турецьке населення переселилося в підконтрольну Османської імперії Добруджу, так зв. біженці-мухаджири. У місті вкоренилося численне єврейське населення. Під час румунської окупації 1919-1940 рр. місто зберегло свій російськомовний характер, хоча румунська адміністрація проводила цілеспрямовану політику румунізації і дерусифікації. До міста залучалися румуни з південних регіонів Румунії. У радянський період Бендери пережили фазу бурхливого зростання населення внаслідок високого природного та міграційного приросту осіб усіх національностей. Переважна релігія в місті - православ'я, поширені протестантизм, юдаїзм, багато атеїстичних переконань. У середньовіччі османська Бендерська фортеця була центром поширення ісламу в регіоні.

## Російська імперія
На початку ХХ століття, відносну більшість населення Бендер складали євреї (34,5% або 20 тис.). Подібна картина спостерігалася і в багатьох інших містах Російської Бессарабії і Північного Причорномор'я (Кишинів, Одеса та ін.) Незважаючи на невелику частку власне російського населення, російська мова до цього часу стала основною для переважної більшості багатонаціонального населення міста.

## Румунія

### 1930
Згідно з румунським переписом 1930 р. у місті налічувалося 31.384 мешканців:
- росіяни 15.116 (48,2%),
- євреї 8.279 (26,4%),
- румуни 5.464 (17,4%), (і молдовани )
- українці 1.349 (4,3%),
- поляки 309,
- німці 243,
- болгари 170,
- вірмени 46,
- гагаузи 40,
- греки 37.

### Перепис населення СРСР 1989
Згідно з переписом населення 1989 р. у місті налічувалося 138.000 мешканців (максимальна кількість), з яких:
- росіяни 57.800 (41,9%),
- молдовани 41.400 (29,9%),
- українці 25.100 (25,1%),
- болгари 3.800 (2,8%),
- гагаузи 1.600 (1,2%)
- Інші 8.300 (6,0%)

### Перепис населення Придністров'я 2004
Згідно з переписом населення 2004 р. у місті налічувалося 97.027 мешканців (скорочення до рівня 1989 склало 29,7% або 41 тис., в основному за рахунок міграції, але також і негативного природного приросту), з яких:
- росіяни 41.500 (скорочення - 28,2%); 42,8% всього населення міста
- молдовани 24.500 (скорочення - 40,8%), 25,5% всього населення міста
- українці 17.000 (скорочення - 32,3%), 17,4% населення
- Інші 14.000 (гагаузи, болгари, євреї та ін) 14,6% населення